# Tiachiv (huyện)
Huyện Tiachiv (tiếng Ukraina: Тячівський район, chuyển tự: Tiachivs'kyi raion) là một huyện của tỉnh Zakarpattia thuộc Ukraina. Huyện Tiachiv có diện tích 1818 km², dân số theo điều tra dân số ngày 5 tháng 12 năm 2001 là 172389 người với mật độ 95 người/km2. Trung tâm huyện nằm ở Tiachiv.